# Duillier
Duillier – miejscowość i gmina (commune) w zachodniej Szwajcarii, w kantonie Vaud, w okręgu (district) Nyon.    

## Demografia
W Duillier mieszka 1113 osób. W 2021 roku 19,9% populacji gminy stanowiły osoby urodzone poza Szwajcarią.

## Transport
Przez teren gminy przebiega autostrada A1.